# چانکایورت
چانکایورت (به لاتین: Chankayurt) یک منطقهٔ مسکونی در روسیه است که در شهرستان بابایورتوفسکی واقع شده‌است.